# Melatonin
Melatonin ist ein Hormon, das vorwiegend von den Pinealozyten in der Zirbeldrüse (Epiphyse) – einem Teil des Zwischenhirns – aus Serotonin produziert wird und den Tag-Nacht-Rhythmus des menschlichen Körpers steuert und schlaffördernd wirkt. Es handelt sich um eine chemische Verbindung aus der Stoffgruppe der Tryptamine mit 5-Methoxyindol als Strukturelement.

## Physiologie

### Allgemeines
Melatonin ist ein Metabolit des Tryptophanstoffwechsels. Seine hauptsächliche Bildung im Gehirn, namentlich der Zirbeldrüse (Epiphyse), wird durch den circadianen Schrittmacher im suprachiasmatischen Kern tagesrhythmisch gesteuert und durch Licht gehemmt. Bei Dunkelheit in der biologischen Nacht wird diese Hemmung aufgehoben, die Produktion steigt an und mit ihr auch die Sekretion des Melatonins. Andere Produktionsorte im Körper sind der Darm und die Netzhaut des Auges. Die Melatoninkonzentration steigt im Laufe der Nacht um den Faktor drei (bei älteren Menschen) bis zwölf (bei jungen Menschen) an, das Maximum wird gegen drei Uhr morgens erreicht – mit einer jahreszeitlich wechselnden Rhythmik. Die Sekretion wird durch Tageslicht gebremst. Die Bedeutung des Melatonins bei Jetlag und Schichtarbeit ist allgemein anerkannt, doch ist eine Anwendung von Melatonin in diesem Zusammenhang umstritten. Durch Koordinierung der circadian-rhythmischen Vorgänge im Körper entfaltet es seine Wirkung als Zeitgeber. Zusammen mit Adenosin, einem weiteren körpereigenen Müdemacher, steuert Melatonin nach dem Schlafmodell von Borbély den Schlaf. Die melatonininduzierte Tiefschlafphase stimuliert die Ausschüttung des Wachstumshormons Somatropin. Entsprechende chronische Störungen führen zur vorzeitigen Somatopause. Weitere wichtige Melatonineffekte liegen in seiner Wirkung als Antioxidans. Wichtig ist auch die antigonadotrope Wirkung (Verkleinerung der Geschlechtsdrüsen) sowie das Herunterregeln vieler biologischer und oxidativer Prozesse, worauf insbesondere bei der Einnahme von Melatonin zu achten ist. Eine Verringerung (aber auch eine Erhöhung) des Melatoninspiegels im Blut bewirkt Schlafstörungen bzw. Störungen des Schlaf-Wach-Rhythmus.

### Biosynthese
Die Biosynthese erfolgt aus Serotonin, das aus der Aminosäure Tryptophan erhalten wird, in zwei Schritten: zunächst wird Serotonin mit Acetyl-Coenzym A N-acetyliert, als Katalysator wirkt das Enzym Serotonin-N-Acetyltransferase (AANAT). Dann wird das Produkt N-Acetylserotonin mit S-Adenosylmethionin mittels der Acetylserotonin-O-Methyltransferase methyliert. Der erste Schritt ist geschwindigkeitsbestimmend, und die Aktivität seines Enzyms wird indirekt vom Tageslicht reguliert.

### Abbau
90 % des Melatonins werden nach der Leberpassage durch Biotransformation mittels Cytochrom P450-Monooxygenasen zu 6-OH-Melatonin metabolisiert und in Form von sulfatierten (60–70 %) oder glucuronidierten (20–30 %) Derivaten über den Urin ausgeschieden.

### Mitochondrien
Melatonin wird aus dem Zytoplasma durch PEPT1/2-Oligopeptid- und Glut/SLC2A-Transporter ins Innere von Mitochondrien transportiert. Zum Teil wird es auch in Mitochondrien synthetisiert. Es vermindert die Bildung freier Sauerstoffradikale (ROS) und freier Stickstoffradikale (RNS). Es schützt die ATP-Synthese der Mitochondrien. Melatonin bindet an die Melatoninrezeptoren MT1 und MT2. Durch die Rezeptorbindung wird eine pro-apoptotische Proteinbiosynthese gehemmt, also die Apoptose verhindert. Ferner schützt es die Mitochondrien-DNA und verhindert die Öffnung der mitochondrialen Permeabilitätsporen (Englisch: mitochondrial permeability transition pore, mPTP).

### Melatoninmangel
Für Melatonin ist bisher nicht geklärt, wann ein Mangel vorliegt. Dennoch wird es in großem Umfang therapeutisch verwendet (s. u.). Richtwerte, anhand derer man feststellen kann, ob eine Gabe von Hormonen notwendig ist und die für andere Hormone existieren, fehlen für Melatonin.
Aufgrund der Verschiedenheit von Menschen erschwert gerade auch die von der circadianen Rhythmik und vom Grad der Dunkelheit abhängige Synthese des Melatonins eine Festlegung von genormten Laborwerten.
Ein hoher Grad an Verkalkung der Zirbeldrüse kann als Hinweis für einen Melatoninmangel gesehen werden. Erste Belege hierfür finden sich bei beobachteten Zusammenhängen zwischen einem erhöhten Anteil an verkalktem Gewebe und Symptomen wie verminderter Schlafqualität oder mangelnder Stabilität des circadianen Rhythmus.
Als erwiesen gilt ein Mangel an Melatonin bei Kindern mit bestimmten neurologischen Entwicklungsstörungen. Einige Kinder mit Angelman-Syndrom haben beispielsweise einen abnormal niedrigen Melatoninspiegel während der Nacht. Beim Smith-Magenis-Syndrom (SMS) ist der Melatoninspiegel tagsüber erhöht, während er nachts verringert ist. Für Kinder mit Autismus-Spektrum-Störung (ASS) wurde zum Teil eine verringerte Melatoninproduktion sowie eine Korrelation mit Schlafstörungen und autistischem Verhalten gezeigt.

## Wirkungen und medizinische Anwendungen

### Winterdepressionen
Im Winter, wenn das Tageslicht nur wenige Stunden dauert, kann sich die Tagesrhythmik der Melatoninproduktion verschieben und verlängern. Als Folge davon können Müdigkeit, Schlafstörungen und Winterdepressionen auftreten. Als Gegenmaßnahme wird empfohlen, die kurze Phase von Tageslicht für Spaziergänge zu nutzen. Alternativ kommt auch eine Lichttherapie in Frage.

### Schlafprobleme und Gedächtnis
Ein zu niedriger Melatoninspiegel kann mit Schlafstörungen einhergehen. Mit zunehmendem Alter produziert der Körper weniger Melatonin, die durchschnittliche Schlafdauer nimmt ab und Schlafprobleme treten gehäuft auf. Auch bei Schichtarbeit und bei Fernreisen (Jetlag) kann der Melatoninhaushalt durch die Zeitumstellung gestört werden.
Erholsamer Schlaf ist wichtig für ein funktionierendes Gedächtnis. Einer der Gründe dafür könnte der Einfluss von Melatonin auf den Hippocampus sein. Diese Region im Gehirn ist wichtig für das Lernen und Erinnern. Durch die Wirkung von Melatonin ist die neurophysiologische Grundlage von Lernen und Gedächtnis, die synaptische Plastizität, einem deutlichen Tag-Nacht-Rhythmus unterworfen. Eine ähnliche Wirkung wie Melatonin zeigt Hopfen. 
Schlafprobleme bei neurologischen Entwicklungsstörungen
Schlafstörungen sind eine häufige Begleiterscheinung bei Kindern mit neurologischen Entwicklungsstörungen, z. B. beim Rett-Syndrom, beim Angelman-Syndrom, beim Smith-Magenis-Syndrom oder bei einer Autismus-Spektrum-Störung. Oftmals gehen die Erkrankungen mit einer unphysiologischen Melatoninsekretion einher. In Verbindung mit schlafhygienischen Maßnahmen sowie verhaltenstherapeutischer Begleitung kann Melatonin hier teilweise therapeutisch eingesetzt werden – bei Kindern im Autismus-Spektrum kann z. B. eine Verkürzung der Einschlafzeit und eine Verbesserung der Gesamtschlafzeit erreicht werden.

### Antioxidative Wirkung von Melatonin
Neben seiner Funktion zur Synchronisierung der biologischen Uhr ist Melatonin ein leistungsfähiger Radikalfänger und ein Antioxidationsmittel mit breitem Wirkungsspektrum. Bei vielen niedrig entwickelten Lebewesen ist dies die einzige bekannte Funktion von Melatonin. Melatonin ist ein Antioxidans, welches leicht Zellmembranen und die Blut-Hirn-Schranke durchdringen kann.
Als Antioxidans ist Melatonin ein direkter Radikalfänger für Sauerstoff- und Stickstoffverbindungen wie OH, O2 und NO.
Melatonin bewirkt zusammen mit anderen Antioxidantien auch eine Verbesserung der Wirksamkeit dieser anderen Antioxidantien. Es ist belegt, dass die antioxidative Wirkung von Melatonin doppelt so hoch wie jene von Vitamin E ist, und es wird davon ausgegangen, dass Melatonin das wirksamste lipophile Antioxidans ist. Ein wichtiges Merkmal von Melatonin, das es von anderen klassischen Radikalfängern unterscheidet, ist, dass seine Metaboliten ebenfalls Radikalfänger sind, was als Kaskadenreaktion bezeichnet wird. Melatonin unterscheidet sich von anderen klassischen Antioxidantien wie Vitamin C und Vitamin E auch dadurch, dass es amphiphile Eigenschaften hat. Im Vergleich zu synthetischen Antioxidantien mit Wirkung auf das Mitochondrium (MitoQ und MitoE) erwies sich Melatonin als vergleichbarer Schutz gegen mitochondrialen oxidativen Stress.

### Studien zur Wirkung von Melatonin bei Krebs
Der systematische Review mit einer Meta-Analyse von randomisiert kontrollierten Studien zur Behandlung solider Tumoren mit Melatonin, welcher im November 2005 im Journal of Pineal Research veröffentlicht wurde, hatte reduzierte Sterberaten als Ergebnis. Melatonin reduzierte das Todesrisiko innerhalb eines Jahres auf 66 % im Vergleich zur Behandlung ohne Melatonin. Die Wirkung von Melatonin war dabei bei verschiedenen Dosierungen und auch bei verschiedenen Krebsarten gleich. Es wurden dabei keine schwerwiegenden unerwünschten Nebenwirkungen festgestellt. Die deutliche Verringerung des Sterberisikos, die geringe Rate unerwünschter Nebenwirkungen und die geringen Kosten einer Krebsbehandlung mit Melatonin lassen ein großes Potenzial für den Einsatz von Melatonin bei Krebspatienten erwarten. Zur Absicherung der Wirksamkeit und Sicherheit von Melatonin bei der Krebsbehandlung ist jedoch die Bestätigung durch weitere unabhängige randomisiert kontrollierte Studien (RCT) erforderlich.
Klinische Studien (Review vom National Cancer Institute vom Mai 2013) bei Nieren-, Brust-, Dickdarm-, Lungen- und Gehirnkrebs deuten darauf hin, dass Melatonin eine Anti-Krebs-Wirkung in Verbindung mit einer Chemotherapie und Strahlentherapie hat; die Studienergebnisse sind jedoch nicht ganz eindeutig.

### Melatonin bei Fibromyalgie
Zu den Symptomen der Fibromyalgie gehören langfristige und weit verbreitete Schmerzen in Muskeln, Sehnen und Bindegewebe ohne spezifische Ursache. In einer Studie fand man, dass Patienten deutlich verringerte Symptome hatten, wenn sie Melatonin allein oder in Verbindung mit dem Antidepressivum Fluoxetin (Handelsname Prozac) einnahmen.

### Unerwünschte Wirkungen
Kurzzeitig – über einen Zeitraum von maximal zwei bis drei Monaten – weist Melatonin kaum Nebenwirkungen auf. Gelegentlich traten folgende Nebenwirkungen auf:
- Schläfrigkeit und Unkonzentriertheit
- Reizbarkeit, Nervosität
- Schmerzen in Brust, Bauch und Extremitäten, Kopfschmerzen
- Schwindel
- Übelkeit
- Hautausschläge, Juckreiz

Während der Schwangerschaft und der Stillzeit sowie bei schweren Allergien sollte aus Sicherheitsgründen auf die Einnahme von Melatonin verzichtet werden.
Wird Melatonin gemeinsam mit Antiepileptika, Antidepressiva (SSRIs) und Antithrombosemitteln eingenommen, kann es möglicherweise zu Wechselwirkungen zwischen den verschiedenen Medikamenten kommen.
Beobachtungen einer Langzeitanwendung von Melatonin bei Kindern zeigten auch nach drei bis vier Jahren eine größtenteils bleibende Effektivität sowie keine gravierenden Nebenwirkungen.

## Melatonin in Lebensmitteln
Melatonin kommt in pflanzlichen und in sehr geringen Mengen auch in tierischen Lebensmitteln vor. Den höchsten Melatonin-Gehalt weisen Cranberries (bis zu 9.600 µg/100 g Trockengewicht) auf. Weitere Quellen für Melatonin sind einige Pilzarten (Edel-Reizker, Gemeiner Steinpilz, Zucht-Champignon, Echter Pfifferling), einige Getreidearten (Mais, Reis, Weizen, Hafer, Gerste), Senfsamen, getrocknete Tomaten und Paprika sowie einige Weinsorten.
Die Melatonin-Konzentration im Blut ist nach dem Verzehr melatoninhaltiger Lebensmittel signifikant höher. Der Verzehr melatoninreicher Lebensmittel wirkt sich positiv auf das Schlafverhalten aus.
| Lebensmittel                       | Melatonin-Gehalt     |
| ---------------------------------- | -------------------- |
| Cranberry, getrocknet              | 2.500–9.600 µg/100 g |
| Edel-Reizker, getrocknet           | 1.290 µg/100 g       |
| Gemeiner Steinpilz, getrocknet     | 680 µg/100 g         |
| Zucht-Champignon, getrocknet       | 430–640 µg/100 g     |
| Mais, getrocknet                   | 1–203 µg/100 g       |
| Echter Pfifferling, getrocknet     | 140 µg/100 g         |
| Linsen-Keimlinge, getrocknet       | 109 µg/100 g         |
| Kidneybohnen-Keimlinge, getrocknet | 52,9 µg/100 g        |
| Reis, getrocknet                   | 0–26,4 µg/100 g      |
| Tomate, getrocknet                 | 25,0 µg/100 g        |
| Senfsamen, getrocknet              | 12,9–18,9 µg/100 g   |
| Wein                               | 0–13,0 µg/100 ml     |
| Weizen                             | 12,5 µg/100 g        |
| Paprika, getrocknet                | 9,3 µg/100 g         |
| Hafer                              | 0–9,1 µg/100 g       |
| Gerste                             | 0–8,2 µg/100 g       |
| Lachs                              | 0,37 µg/100 g        |
| Eier, roh                          | 0,15 µg/100 g        |
| Kuhmilch                           | 0–0,4 ng/100 ml      |

Melatonin wird nicht nur vom Menschen, sondern von allen Säugetieren bei Dunkelheit in der Nacht produziert, dementsprechend auch von Kühen nach oben geschildertem Mechanismus. Bei der Milchbildung gelangt Melatonin vom Blut in die Milch. Je nach Tages- oder Nachtzeit und Futtergrundlage der Kühe enthält die Milch unterschiedlich viel Melatonin. Insbesondere die Zurückführung der Milchviehhaltung unter ein spezielles Lichtregime, das den natürlichen Lichtverhältnissen im Tag/Nachtverlauf entspricht, sowie eine gras- und kräuterbasierte Fütterung führen zu einem hohen nächtlichen Melatoninspiegel der Kuh. Wird diese Milch separat erfasst, enthält sie bis zu 0,04 Mikrogramm Melatonin pro Liter. Mittels Gefriertrocknung kann die Konzentration 100fach erhöht werden. Im Vergleich zu einigen pflanzlichen Lebensmitteln ist der Melatoningehalt dennoch extrem niedrig. Der schlaffördernde Nutzen von aus solcher Milch gewonnenem Molkepulver (sogenannte „Nachtmilchkristalle“) ist wissenschaftlich unplausibel und wird unterschiedlich bewertet.

## Präparate

### USA und Kanada
Melatonin-Präparate sind in Kanada und den USA frei verkäuflich als Nahrungsergänzungsmittel. In den USA werden unterschiedliche Heilwirkungen beworben:
- Prophylaxe der Migräne[33]
- Anregung des Haarwuchses[34]
- Abfangen freier Radikale und als Folge der nachgewiesenen antioxidativen Fähigkeiten:[35]

- eine Verlangsamung des Alterns
- Bekämpfen oder Vorbeugen von Krebs;
- Vermeidung von Arteriosklerose, Schlaganfällen und Herzinfarkten

- Erhöhte Ausschüttung körpereigener Wachstumshormone[36]

### Länder der Europäischen Union
Arzneimittel
Seit 2007 ist Melatonin durch die Europäische Kommission in der EU als Arzneimittel (Handelsname Circadin; Zulassungsinhaber Neurim Pharmaceuticals; Vertrieb z. B. in Deutschland Medice; diverse Generikaanbieter) zur kurzfristigen Behandlung der primären Insomnie (Einschlaf-, Durchschlafstörungen, schlechte Schlafqualität) bei Patienten ab 55 Jahren zugelassen. Circadin enthält zwei Milligramm Melatonin in retardierter Form. Die empfohlene Dosierung beträgt zwei Milligramm, ein bis zwei Stunden vor dem Zubettgehen und nach der letzten Mahlzeit und soll über drei Wochen aufrechterhalten werden.
Seit 2018 ist außerdem ein Präparat (Handelsname Slenyto; Zulassungsinhaber Neurim Pharmaceuticals; Vertrieb z. B. in Deutschland Infectopharm) zur Behandlung von Schlafstörungen bei Autismus-Spektrum-Störung sowie Smith-Magenis-Syndrom für Kinder ab zwei Jahren und Jugendliche bis 18 Jahren zugelassen. Slenyto enthält ein oder fünf Milligramm Melatonin in retardierter Form und wird angewendet, wenn nicht-medikamentöse Maßnahmen zur Verbesserung des Schlafs (Schlafhygiene) nicht ausreichend wirken. Die anfängliche Dosis beträgt zwei Milligramm und kann bei unzureichendem Ansprechen auf bis zu zehn Milligramm gesteigert werden. Slenyto wird eine halbe bis eine Stunde vor dem Zubettgehen, mit oder nach der letzten Mahlzeit eingenommen.
In Deutschland ist Melatonin, wenn es als Arzneistoff deklariert ist, gemäß der Arzneimittelverschreibungsverordnung ein verschreibungspflichtiger Stoff, melatoninhaltige Arzneimittel sind unabhängig von der Dosis verschreibungspflichtig. Beim Vorliegen der entsprechenden Indikation sind Melatonin-Retardpräparate erstattungsfähig, sodass die Kosten von der Krankenkasse übernommen werden.
Diätetische Lebensmittel und Nahrungsergänzungsmittel
Für die Verwendung in diätetischen Lebensmitteln oder Nahrungsergänzungsmitteln ist Melatonin gemäß dem Eintrag in die von der Europäischen Kommission erarbeitete Gemeinschaftsliste nach Artikel 13 der Verordnung (EG) Nr. 1924/2006 (Health Claims) mit den gesundheitsbezogenen Angaben „Melatonin trägt zur Linderung des subjektiven Jetlag-Gefühls bei.“ und „Melatonin trägt dazu bei, die Einschlafzeit zu verkürzen.“ statthaft. Die zulässige Einzeldosis sowie der Wortlaut für die Anwenderinformation sind ebenfalls vorgegeben. Vorangegangen waren entsprechende wissenschaftliche Bewertungen durch die Europäische Behörde für Lebensmittelsicherheit (EFSA), die in den Jahren 2010 und 2011 veröffentlicht wurden. Die Aufnahme in die Gemeinschaftsliste erlaubt bestimmte gesundheitsbezogene Angaben für Melatonin, ist jedoch nicht gleichbedeutend mit einer Zulassung von melatoninhaltigen Lebensmitteln. Die sogenannten „Health Claims“ sind ausschließlich für Lebensmittel und nicht für Arzneimittel vorgesehen.
In Deutschland wurden beim Bundesamt für Verbraucherschutz und Lebensmittelsicherheit (BVL) 2010 melatoninhaltige Erzeugnisse als „ergänzende bilanzierte Diäten“ angezeigt. Ergänzende bilanzierte Diäten gehören zu den diätetischen Lebensmitteln. Bei dem Anzeigeverfahren beim BVL handelt es sich nicht um eine Zulassung melatoninhaltiger Erzeugnisse als diätetische Lebensmittel. Auch als Nahrungsergänzungsmittel werden Melatoninpräparate in Deutschland und Österreich auf den Markt gebracht. Auf dem Markt gibt es bereits zugelassene Arzneimittel ab einer Konzentration von zwei Milligramm Melatonin pro Tagesdosis. Ob Produkte ab einer Melatoninkonzentration von zwei Milligramm pro Tagesdosis deshalb auch als (z. B. diätetische) Lebensmittel in Verkehr gebracht werden können, ist im Einzelfall zu prüfen und obliegt den zuständigen Behörden. Es gibt zahlreiche Substanzen, die sowohl in Arzneimitteln als auch in Lebensmitteln verwendet werden. Jedes Erzeugnis ist für sich zu prüfen und über die Einstufung zu entscheiden.

### Wissenschaftliche Bewertung
Derzeit gibt es keine Evidenz dafür, Melatonin zur Behandlung von Schlafstörungen bei Erwachsenen als wirksam einzustufen. Hingegen könnte es bei Kindern und Jugendlichen mit chronischer Schlaflosigkeit sowohl bei komorbider als auch bei nicht-komorbider Schlaflosigkeit wirksam sein.
Bei Kindern ist die Wirksamkeit für die Behandlung von Schlafstörungen bei verschiedenen Erkrankungen belegt, z. B. beim verzögerten Schlafphasensyndrom, bei der Aufmerksamkeitsdefizit-/Hyperaktivitätsstörung (ADHS), bei der Autismus-Spektrum-Störung oder bei verschiedenen weiteren neurologischen Entwicklungsstörungen wie dem Smith-Magenis-Syndrom. In den Studien verkürzte retardiertes Melatonin größtenteils die Einschlafzeit und wirkte sich positiv auf die Gesamtschlafdauer aus.
Es gibt außerdem verschiedene Studien, die die Wirksamkeit von Melatonin bei Jetlag-Symptomatik untersucht haben. Die Daten hierzu sind recht unterschiedlich.
Eine große Metaanalyse, publiziert in einem Cochrane Review, deutet auf eine signifikante Wirksamkeit von Melatonin in einer Dosierung von 0,5 bis fünf Milligramm bei Jetlag-Symptomen hin. In all diesen Dosierungen hat Melatonin eine ähnliche Wirksamkeit. Allerdings ist die Zeit bis zum Einschlafen unter fünf Milligramm am kürzesten. Die Wirkung ist umso größer, je mehr Zeitzonen überquert werden; außerdem ist sie bei Flügen in Richtung Osten ausgeprägter als bei Flügen in Richtung Westen. In diesen Studien wurden subjektive Parameter des Schlafes untersucht, aber auch andere Symptome wie Tagesmüdigkeit und Wohlbefinden. Eine andere Metaanalyse konnte keinen signifikanten Vorteil von Melatonin bei Jetlag-Symptomatik feststellen. Hier zeigte sich keine signifikante Verkürzung der Einschlafzeit bei Schlafstörungen infolge von Schichtarbeit. Auch die Gesamtschlafdauer konnte nicht deutlich verlängert werden. Ferner zeigte die Untersuchung, dass Wechselwirkungen mit Antithrombosemitteln und Antiepileptika möglich sind. Eine kurzzeitige Melatonineinnahme (< 3 Monate) hat keine schädlichen Folgen. Kritisiert an dieser Metaanalyse wurde die Auswahl der Studien (nur Kurzzeitanwendung, Dosierung, gewählte Endpunkte).

### Verwandte Substanzen
Eine dem Melatonin ähnliche chemische Struktur besitzt die Substanz Agomelatin. Im Unterschied zu Melatonin weist Agomelatin neben einer Affinität zu den Melatonin-Rezeptoren vom Typ MT1 und MT2 auch antagonistische Eigenschaften am Serotonin-Rezeptor 5-HT2c auf. Agomelatin wird als Arzneistoff in der Behandlung von Depressionen verwendet.
Tasimelteon ist eine weitere vom Melatonin abgeleitete Substanz, die als Agonist an MT1- und MT2-Rezeptoren wirkt. Tasimelteon ist in der EU als orphan drug zur Behandlung von Schlaf-Wach-Störungen mit Abweichung vom 24-Stunden-Rhythmus bei Blinden ohne Lichtwahrnehmung zugelassen.

## Geschichte
Entdeckt und benannt wurde Melatonin 1958 durch den US-Dermatologen Aaron B. Lerner, der bereits die sedierende Wirkung beim Menschen beschrieb. 1990 entdeckte Franz Waldhauser, dass die Gabe von Melatonin die frühen Schlafphasen verkürzt und den REM-Schlaf verlängert.

## Analytik
Der Nachweis von Melatonin erfolgt im Serum oder Speichel mittels RIA oder ELISA. Alternativ kann auch das Melatoninabbauprodukt 6-Hydroxy-Melatoninsulfat (6-OHMS) im Urin untersucht werden, um auf die nächtliche Melatoninsekretion zu schließen.